# Rawa (Mossi)
Pour les articles homonymes, voir Rawa.
Naba Rawa, premier fils du roi Ouédraogo, est le fondateur du royaume mossi du Yatenga.